# Віґдіс Фіннбоґадоуттір
Заголовок цієї статті — це ісландське ім'я, де Віґдіс — особове ім'я, а Фіннбоґадоуттір — ім'я по батькові. 
Ві́ґдіс Фі́ннбоґадоуттір (ісл. Vigdís Finnbogadóttir; *15 квітня 1930, Рейк'явік) — ісландська політична діячка, четвертий президент Ісландії з 1980 по 1996 рр, перша жінка-президент у світі, вибрана на демократичних виборах.

## Біографія
Вивчала французьку мову, літературу та історію театру в університетах Франції та Данії. Перед тим, як стала президентом, працювала в сфері культури. З 1972 по 1980 керувала Театром Рейк'явіка. Від 1976 до 1980 року була членом дорадчого комітету Північної ради з питань культури.
В 1960-их та 1970-их брала участь у антимілітаристському русі, зокрема в протестах проти присутності військ США, домагаючись виходу Ісландії з НАТО.
1980 року її було обрано президентом Ісландії, після чого Віґдіс займала цю посаду впродовж чотирьох каденцій (у 1984 та 1992 рр. не з'явилося жодного кандидата, а 1988 року її було переобрано). Після завершення четвертої каденції очолила кафедру Ради жінок — світових лідерів у John F. Kennedy School of Government при Гарвардському університеті. Також є Послом Доброї Волі ЮНЕСКО.